# Górska Odznaka Turystyczna PTT
Górska Odznaka Turystyczna PTT (skrótowo: GOT PTT) – polska odznaka turystyczna, formalnie przywrócona do życia w 23 kwietnia 1994 w Czorsztynie przez Zarząd Główny Polskiego Towarzystwa Tatrzańskiego. Odznaka ostatecznego kształtu nabrała po konsultacjach i dyskusjach organizacyjnych 1 października 1994, kiedy to zatwierdzono jej regulamin oraz wzory odznak. Zgodnie z regulaminem odznaki jej celem jest zachęcanie do poznawania polskich i ościennych gór oraz do systematycznego uprawiania turystyki i krajoznawstwa. Oprócz zachęcania turystów do uprawiania turystyki, odznaka miała stanowić także instrument aktywizujący i przyciągający młodzież do Towarzystwa. 
Współczesna GOT PTT szeroko odwołuje się do powołanej w 1935 odznaki przedwojennego PTT o takiej samej nazwie. Symbolika insygniów odznaki wzorowana jest na przedwojennych, tradycyjnych oznakach GOT. Nadzór nad GOT PTT pełni Komisja GOT Zarządu Głównego PTT, opracowuje regulamin zdobywania tej odznaki, dokonuje w miarę potrzeby jego korekt i opracowuje wzory dokumentacji. Kadrę programową odznaki stanowią Przewodnicy GOT PTT.

## Kategorie i stopnie odznaki

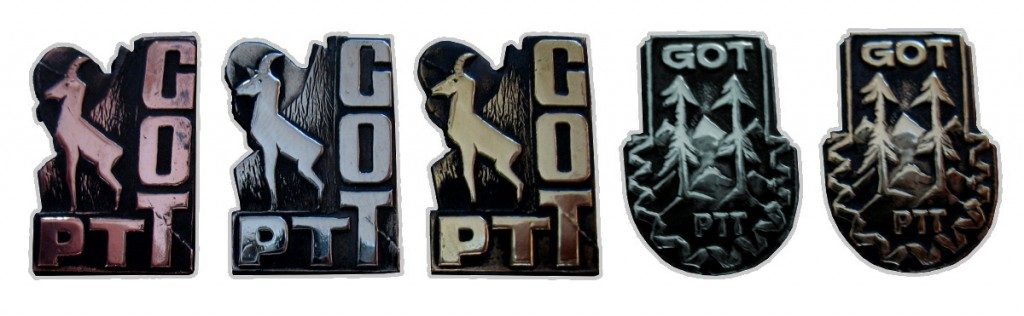
Odznaki GOT PTT (od lewej II kat. - brązowa, srebrna i złota dalej I kat. - srebrna i złota)

W myśl punktu 5.1. Regulaminu GOT PTT dzieli się na dwie kategorie a te z kolei na stopnie:
- kategoria II (tzw. odznaka mała) – mała GOT PTT dzieli się na trzy stopnie: brązowy, srebrny i złoty,
- kategoria I (tzw. odznaka duża) – duża GOT PTT dzieli się na dwa stopnie: srebrny i złoty.

Odznakę zdobywać należy w ustalonej kolejności zaczynając od kategorii II na kategorii I kończąc. W jednym roku kalendarzowym zdobywać można tylko jeden stopień odznaki, a każdy stopień zdobywać można w nieograniczonej liczbie lat.
W celu weryfikacji i przyznania GOT PTT ubiegający się zobowiązani są do przedstawienia wybranej Oddziałowej Komisji GOT PTT lub Komisji GOT Zarządu Głównego PTT dokumentacji: „Wykazu górskich wycieczek odbytych do GOT PTT” wraz z odpowiednimi potwierdzeniami terenowymi, „Wniosku o przyznanie GOT PTT” lub książeczki do GOT PTT – do dnia 31 kolejnego roku. GOT PTT w kategorii I weryfikuje i przyznaje wyłącznie Komisja GOT ZG PTT na identycznych zasadach.